# Храм Новомучеников и Исповедников Российских в Бутове
Храм святых Новомучеников и Исповедников Росcийских в Бутове — православный храм в посёлке Боброво Московской области, близ Бутовского полигона — места массовых казней и захоронений жертв сталинских репрессий (сам полигон расположен за пределами территории посёлка).
Относится к благочинию Патриарших подворий Московской епархии Русской православной церкви. Настоятель — протоиерей Кирилл Каледа.

## История храма
С 1935 года по начало 1950-х года на территории Бутовского полигона совершались массовые расстрелы и захоронения: по официальным данным, в период с августа 1937 по октябрь 1938 года здесь расстреляно 20 765 человек.
Начиная с 1992 года московская общественная группа по увековечиванию памяти жертв политических репрессий (группа М. Б. Миндлина) с помощью сотрудников ФСК-ФСБ приступила к архивной работе со следственными делами расстрелянных на Бутовском полигоне, при этом собирались сведения и составлялись краткие биографические справки для будущей «Книги памяти».
Весной 1993 года полигон впервые посетили родственники погибших, осенью того же года в его южной части была установлена гранитная мемориальная плита.
Первый деревянный Поклонный крест на Бутовском полигоне был изготовлен Православным Свято-Тихоновским богословским институтом по проекту архитектора и скульптора Д. М. Шаховского (сына расстрелянного в Бутове священника Михаила Владимировича Шика), установлен у мест захоронений в глубине полигона и освящён 8 мая 1994 года. Осенью 1994 года из родственников убиенных в Бутове была создана община, которая взяла на себя труд строительства храма.
Бутовский полигон оставался охраняемым объектом вплоть до 1995 года, когда его передали в ведение Московской Патриархии Русской Православной Церкви.
25 июня 1995 года в Бутове в походном палаточном храме во имя Всех Святых, в земле Российской просиявших, Православного Свято-Тихоновского Богословского института была отслужена первая литургия, которую возглавил ректор института протоиерей Владимир Воробьёв.
В 1996 году по проекту Д. М. Шаховского здесь был воздвигнут и освящён деревянный храм во имя Новомучеников и исповедников Российских, настоятелем которого стал священник Кирилл Каледа, внук расстрелянного здесь священномученика протоиерея Владимира Амбарцумова.
В 1997 году на территории полигона начались комплексные работы с целью определения местоположения погребальных рвов, проводились историко-археологические, геоботанические, геоморфологические исследования. Были проведены раскопки, в ходе которых вскрыли фрагмент одного из погребальных рвов, заполненных человеческими останками. На площади всего 12 квадратных метров исследователи насчитали 149 скелетов расстрелянных людей, которые лежали в пять слоёв. Был изъят ряд личных вещей, деталей одежды, а также пули и гильзы от ручного огнестрельного оружия, применявшегося для массовых казней. Эти реликвии впоследствии были использованы при создании мемориальной экспозиции.
В 2001—2002 годах специалисты выявили и нанесли на карту 13 выкопанных экскаватором погребальных рвов, шириной и глубиной 3 метра и длиной от 150 метров.
27 мая 2000 года на Бутовском полигоне впервые состоялось грандиозное богослужение под открытым небом, которое возглавил Патриарх Московский и всея Руси Алексий II. Были совершены Божественная литургия и панихида по убиенным — последняя перед их прославлением на Архиерейском Юбилейном Соборе Русской Православной Церкви 2000 года. На Юбилейном Соборе были канонизированы 120 человек, расстрелянных на Бутовском полигоне, за последующие годы число канонизированных Бутовских новомучеников удвоилось. Такие службы стали ежегодными.
15 мая 2004 года на богослужении, совершённом Патриархом Московским Алексием II в Бутове присутствовала первая официальная делегация РПЦЗ во главе с её Первоиерархом митрополитом Лавром (Шкурлой), находившаяся в России с 15 по 28 мая 2004 года.
За год был завершён основной этап капитального строительства храма, и 28 мая 2005 года Патриарх Алексий II освятил Крест, который был установлен на главном куполе храма.
11 декабря 2006 года было совершено Малое освящение храма, совпавшее с днём памяти новомученика митрополита Серафима (Чичагова).
Большой каменный храм освящен Патриархом Алексием II в сослужении Первоиерарха Русской Зарубежной Церкви Лавра 19 мая 2007 года, спустя два дня после подписания ими Акта о каноническом общении.

## Архитектура

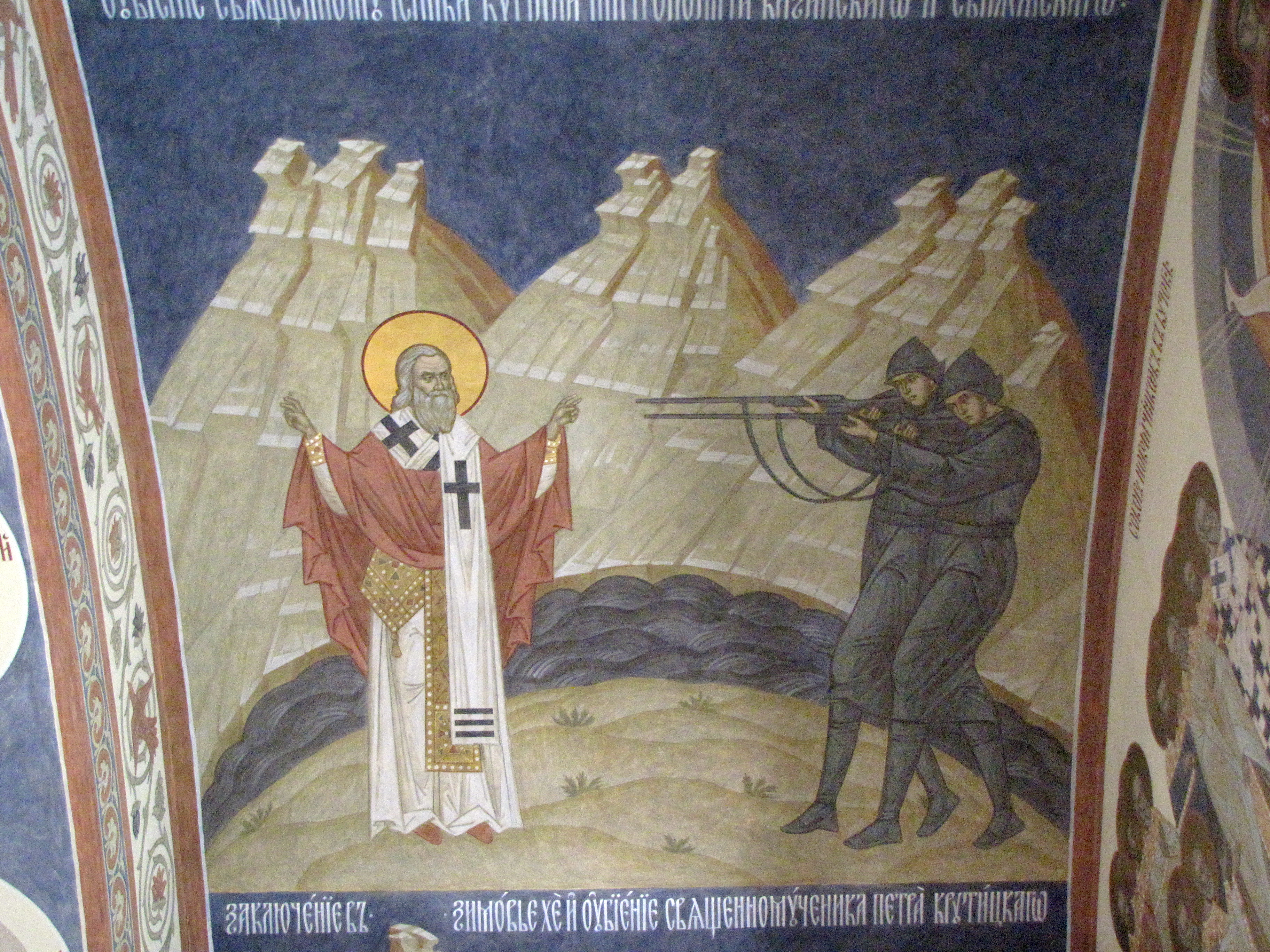
Убиение священномученика Петра Крутицкого, фреска, храм новомучеников и исповедников Российских в Бутове

Храм на Бутовском полигоне выстроен в традиции шатровой архитектуры. Наиболее близким по облику является деревянный трёхшатровый собор в Кеми, который в какой-то мере явился прообразом храма в Бутове.
Архитектором М. Ю. Кеслером было предложено оригинальное решение: несколько углубить фундамент храма и обсыпать западную часть храма землей, чтобы создать впечатления холма. Теперь, чтобы попасть в реликварий, нужно спуститься вниз по лестнице, как это обычно делается при спуске в крипту, где в греческих храмах хранятся останки святых.
Первый этаж храма посвящён памяти страданий новомучеников и исповедников Российских. В притворе храма на стенах расположены предсмертные фотографии пострадавших в Бутове. На двух витринах под снимками находятся вещи, изъятые из погребального рва во время раскопа 1997 года — обувь, детали одежды, резиновые перчатки, стреляные гильзы и пули. На стенах размещено более пятидесяти икон бутовских святых. На двух западных столбах помещены шесть икон иерархов, пострадавших в Бутове во главе с митрополитом Серафимом (Чичаговым).
Престолы нижнего храма
- Центральный — иконы Божией Матери, именуемой «Державная» (1917 год).
- Правый придел предполагается освятить во имя священномученика Серафима, митрополита Ленинградского.
- Левый придел предполагается освятить в честь святителя Иоанна Шанхайского.

Верхний храм посвящён прославлению подвига новомучеников.
Престолы верхнего храма
- Центральный — Воскресения Господня.
- Правый придел — Святых новомучеников и исповедников Российских.
- Левый придел — Святителя Тихона, Патриарха Московского и всея Руси, главы Собора новомучеников и исповедников Российских.

На колокольне храма установлен большой набор колоколов, отлитых на Тутаевском колокольном заводе. На колоколах также изображены лики Новомучеников и исповедников Российских, в том числе Царственных страстотерпцев.
В нижнем этаже храмового комплекса расположен реликварий с остатками личных вещей, утвари, облачений новомучеников.

## Престольные праздники
- Воскресения Господня — понедельник Светлой седмицы.
- Собор святых новомучеников и исповедников Российских — воскресение, ближайшее к 25 января (7 февраля н.ст.).
- Святителя Тихона, Патриарха Московского и всея Руси — март 25 (7 апреля н.ст.), преставление (1925 год); — сентябрь 26 (9 октября н.ст.), прославление (1989 год).
- Иконы Божией Матери, именуемой «Державная» (1917 год) — март 2 (15 н.ст.).
- Собор Бутовских новомучеников — 4 суббота после Пасхи (по традиции служит Патриарх).
- День всех святых в земле Российской просиявших.
- Дни памяти святых мучеников в Бутове пострадавших.